# Орфеит
Орфеит е рядък минерал, намерен и изучен за първи път от Борис Кольковски. Именуван е в чест на Орфей. Представлява воден оловно-алуминиев фосфат-сулфат с формула H6Pb10Al20(PO4)12(SO4)5(OH)40.11H2O.
Открит е за първи път в находище край Маджарово, където е широко разпространен в окислителната зона на някои полиметални жили. Образува нетечни кори и понякога онагледява формата на кристализационната маса. В отделни случаи се наблюдават самостоятелни кристалчета с размери до 0,05 mm. Цветът на минерала е бледосин до бледозелен. Описан е в научна статия в Годишник на Софийския университет през 1972 г.